# Rivoal
Pour les articles homonymes, voir Rivoal (homonymie).
Le Rivoal, est une rivière du Finistère, et un affluent de la Douffine, donc un sous-affluent de l'Aulne.

## Géographie

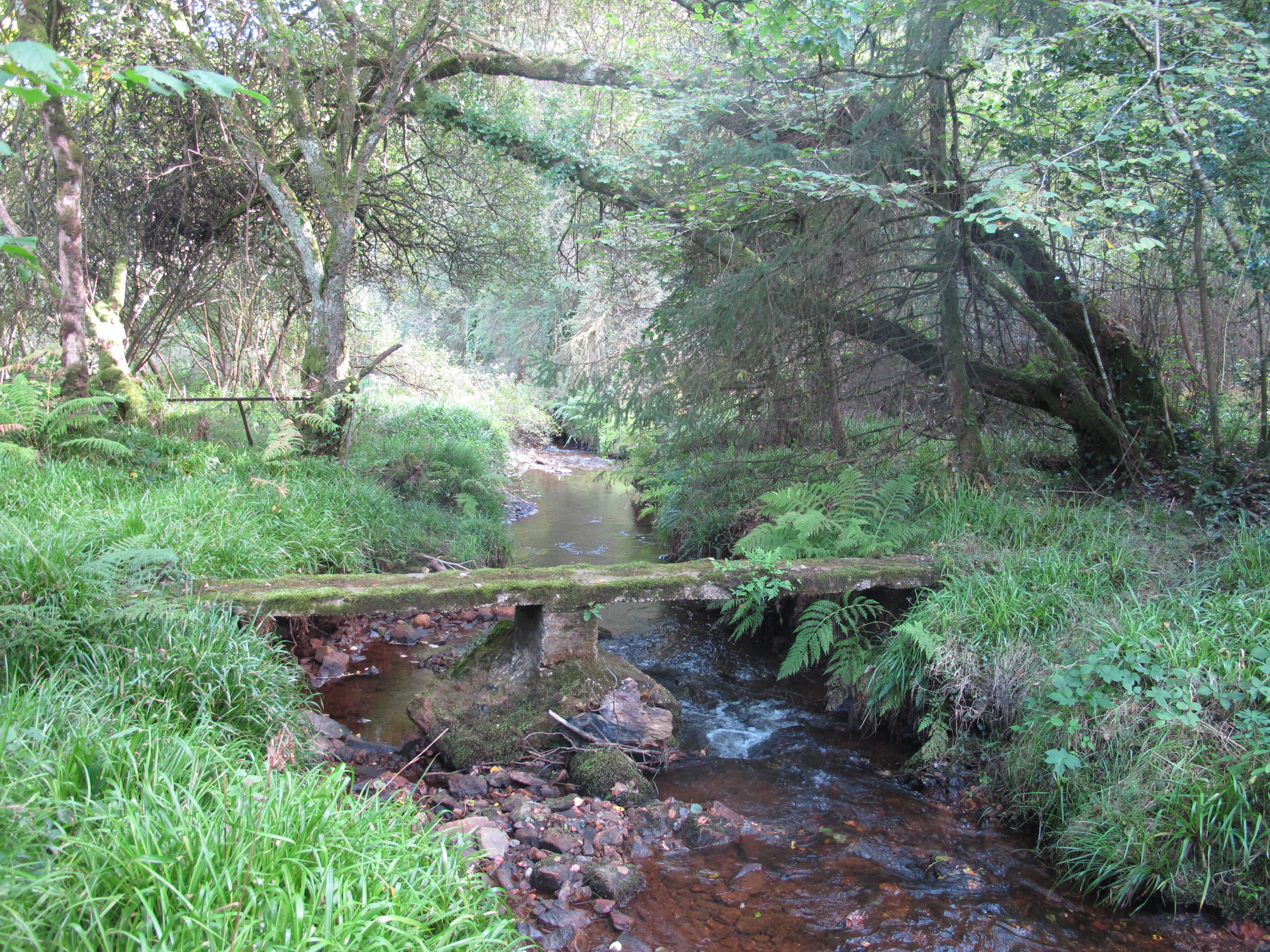
Affluent de la Rivoal à Pont-Asket près de Meilh-Pont-Glas. Ce ruisseau vient pour partie (Stêr Glujoù) de Kroaz-ar-Foenneg (alias Croas-Oannec en limite de Lopérec) et pour l'autre (Stêr Roudoù) du vallon de Lann-ar-Marroù en limite de Saint-Cadou-Sizun

La longueur de son cours d'eau est de 10,9 kilomètres.
Le Rivoal prend sa source dans les monts d'Arrée, à Saint-Rivoal, à l'altitude de 280 m au pied de la mont Saint-Michel-de-Brasparts (côté sud), au-dessus du village de Bodenna, d'où sa dénomination populaire de Stêr Bodenna. 
Le premier affluent en provenance de Roquinarc'h (au nord-ouest du mont Saint-Michel, 260 m)  rejoint le Rivoal vers Pont-ar-Varn (dénomination populaire : Stêr Gwaremmig, dénomination ancienne (1556) : Stêr an Barlen. Le deuxième affluent en provenance de Croas-ar-Voënnec (en limite de Lopérec, 210 m) rejoint le Rivoal à Meilh-Pont-Glas (dénomination populaire : Stêr Glujoù.
C'est un affluent de la Douffine sur sa rive droite, rivière qu'il rejoint entre Lopérec, Brasparts et Pleyben, à l'altitude 41 mètres.

## Département, communes et cantons traversés
Dans le département du Finistère le Rivoal traverse quatre communes et deux cantons :
- Saint-Rivoal (source), Brasparts, Lopérec, Pleyben (confluence).

Soit en termes de cantons, le Rivoal prend sa source dans le canton de Pleyben, longe le canton du Faou, et se jette dans le même canton de Pleyben.